# 姚奇胤
姚奇胤（1602年—1646年），字有僕，號二石，浙江杭州府錢塘縣人，明朝政治及南明軍事人物。

## 生平
姚奇胤是崇禎三年（1630年）庚午科浙江鄉試舉人，崇禎十三年庚辰科会试四十六名，未殿试，崇禎十六年（1643年）補癸未科進士，兵部觀政，獲授廣東南海知縣，當地富庶多盜賊，他卻能不接受賄賂，有為政聲譽。之後轉任職方主事，改山東道御史，巡按廣東，但未就任就在隆武二年（1646年）五月和郭維經、郭承乾、王嵒、郭維翰、彭之玠、彭吉修、李之梁、張世廣、鍾靈及經歷盧君聘招募八千人到贛州，協助楊廷麟、萬元吉守城，當中他守衛龜角尾。後來砲裂城陷，他和郭維經拒守東門，當天和彭期生在鬱孤臺飲酒，酒醉後說：「我守護危城數月了，援絕力盡，與城池共存亡，是道義。同鄉在千里外共事，死也不孤單。」喝完後散去。下午城陷，他向南拜後在城樓上吊自盡，時年四十三；其子姚端亦以御史殉柳州之難，其灵柩与遗孤不得歸鄉，其友吳模求而得之，為他哭泣發喪，葬于武林，祀鄉賢。永曆年間追贈太僕卿、兵部尚書，諡忠閔，有兒子姚端。

## 引用
1. ↑  《崇禎十三年庚辰科進士三代履歷》：姚奇胤，曾祖珂，徽州府经历；祖墉；父應元。二石，易四房，戊申年六月初九日生，仁和县籍钱塘县人，庚午五十八名，会试四十六名，未殿试。
2. 1 2  錢海岳《南明史·卷四十二·列傳第十八》：（隆武二年五月，郭維經）遂與姚奇胤、郭承乾、王嵒、郭維翰、彭之玠、彭吉修、李之梁、張世廣、鍾靈及經歷盧君聘募得八千人入贛，協楊廷麟、萬元吉力守……奇胤，字有僕，錢塘人。崇禎十六年進士。授南海知縣。地饒多盜，力絕苞苴，政聲大著。遷職方主事，改山東道御史，巡按廣東。未任，維經偕之援贛，守龜角尾。
3. ↑  《崇禎十六年癸未進士三代履歷》：姚奇胤，曾祖珂，徽州府经历；祖墉；父應元。二石，易四房，戊申年六月初九日生，富阳籍钱塘人，庚午五十八名，会试四十六名，三甲四十四名。兵部觀政，本年授廣東南海知縣。
4. ↑  《钱塘县志》
5. ↑  錢海岳《南明史·卷四十二·列傳第十八》：礮裂城陷，（郭維經）偕奇胤拒東門。……與彭期生共飲鬱孤臺，酒酣曰：「吾保危城數月矣，援絕力盡，與城存亡，義也。同鄉共事千里外，死亦不孤。」酒罷散去。是夕城陷，向闕南拜，自經死。吳樸為位哭，歸其喪。子端，事別見。永曆中，累贈太僕卿、兵部尚書，諡忠閔。